# Adolphe
Adolphe [a.dɔlf] ist ein männlicher Vorname.

## Herkunft und Bedeutung
Adolphe ist die französische Variante des Namens Adolf.

## Namensträger

### Vorname
- Adolphe Adam (1803–1856), französischer Komponist
- Adolphe Appia (1862–1928), Schweizer Architekt
- Adolphe Appian (1819–1898), französischer Landschaftsmaler
- Adolphe d’Archiac (1802–1868), französischer Mathematiker
- Adolphe Basler (1876–1951), polnisch-französischer Autor, Kunstkritiker und Galerist
- Adolphe Biarent (1871–1916), belgischer Komponist und Dirigent
- Adolphe Blanc (1828–1885), französischer Komponist
- Adolphe Jérôme Blanqui (1798–1854), französischer Nationalökonom
- Adolphe Blind (1862–1925), Schweizer Zauberkünstler und Sammler von Zauberliteratur
- Adolphe Bousquet (1899–1972), französischer Rugby-Union-Spieler
- Adolphe Braun (1812–1877), französischer Textildesigner und Fotograf
- Adolphe Brongniart (1801–1876), französischer Botaniker und Phytopaläontologe
- Adolphe Caille (1862–1888), US-amerikanischer Erfinder
- Adolphe Chatin (1813–1901), französischer Botaniker und Mediziner
- Adolphe Clément (1855–1928), französischer Ingenieur, Erfinder, Industrieller
- Adolphe Crémieux (1796–1880), Rechtsanwalt, Politiker und Journalist
- Adolphe Dallemagne (1811–1878), französischer Maler
- Adolphe Danhauser (1835–1896), französischer Komponist und Musikpädagoge
- Adolphe Dechamps (1807–1875), belgischer Staatsmann
- Adolphe Delattre (1805–1854), französischer Ornithologe
- Adolphe Deloffre (1817–1876), französischer Dirigent und Geiger
- Adolphe Deslandres (1840–1911), französischer Komponist und Organist
- Adolphe Engers (1884–1945), niederländischer Schauspieler
- Adolphe d’Ennery (1811–1899), französischer Dramatiker
- Adolphe Franck (1809–1893), französischer Jurist und Philosoph
- Adolphe Ganot (1804–1887), französischer Physiker
- Adolphe Granier de Cassagnac (1806–1880), französischer Publizist
- Adolphe Guillaumat (1863–1940), französischer General während des Ersten Weltkriegs, danach Oberkommandierender der alliierten Besatzungstruppen in Deutschland
- Adolphe Joanne (1813–1881), französischer Schriftsteller
- Adolphe Jordan (1845–1900), Schweizer Politiker (FDP)
- Adolphe Kégresse (1879–1943), französischer Ingenieur und Konstrukteur
- Adolphe Landry (1874–1956), französischer Politiker und Ökonom
- Adolphe Claire Le Carpentier (1809–1869), französischer Musikpädagoge und Komponist
- Adolphe Le Flô (1804–1887), französischer General und Politiker
- Adolphe Lechtenberg (* 1952), deutscher Maler und Zeichner
- Adolphe Low (1915–2012), deutscher Interbrigadist im Spanischen Bürgerkrieg und Widerstandskämpfer der Résistance
- Adolphe Menjou (1890–1963), US-amerikanischer Schauspieler
- Adolphe Messimy (1869–1935), französischer Staatsmann und Politiker
- Adolphe de Meyer (1868–1946), französischer Maler und Fotograf
- Adolphe Millot (1857–1921), französischer Maler
- Adolphe Monod (1802–1856), Erweckungsprediger
- Adolphe Muzito (* 1957), Premierminister der Demokratischen Republik Kongo
- Adolphe Niel (1802–1869), französischer General und Staatsmann, Marschall von Frankreich
- Adolphe Noël des Vergers (1805–1867), französischer Orientalist und Archäologe
- Adolphe Pégoud (1889–1915), französischer Flugpionier
- Adolphe Perraud (1828–1906), französischer Bischof
- Adolphe Pictet (1799–1875), Schweizer Sprachwissenschaftler
- Adolphe Pinard (1844–1934), französischer Geburtshelfer
- Adolphe Prins (1845–1919), belgischer Rechtswissenschaftler und Soziologe
- Adolphe Quételet (1796–1874), belgischer Astronom und Statistiker
- Adolphe Rome (1889–1971), belgischer Wissenschaftshistoriker
- Adolphe Sagbo (* 1953), nigrischer Unternehmer und Politiker
- Adolphe Samuel (1824–1898), belgischer Komponist, Dirigent und Musikpädagoge
- Adolphe Sax (1814–1894), belgischer Instrumentenbauer, Entwickler des Saxophons und Musiker
- Adolphe van Soust de Borckenfeldt (1824–1877), belgischer Dichter und Kunsthistoriker
- Adolphe Stoclet (1871–1949), belgischer Ingenieur und Finanzmann
- Adolphe Stoeber (1810–1892), elsässischer evangelischer Pfarrer und deutschsprachiger Autor
- Adolphe Tabarant (1863–1950), französischer Journalist und Kunsthistoriker
- Adolphe Tanquerey (1854–1932), katholischer Priester
- Adolphe Thiers (1797–1877), französischer Staatsmann und Historiker
- Adolphe Yvon (1817–1893), französischer Maler

### Zwischenname
- William Adolphe Bouguereau (1825–1905), französischer Maler
- Marie Adolphe Carnot (1839–1920), französischer Chemiker, Bergbauingenieur und Politiker
- Louis Adolphe Coerne (1870–1922), US-amerikanischer Komponist
- Pascal Adolphe Dagnan-Bouveret (1852–1929), französischer Maler
- Jean-Félix Adolphe Gambart (1800–1836), französischer Astronom
- Louis Maurice Adolphe Linant de Bellefonds (1799–1883), französischer Forschungsreisender und Ingenieur
- Victor Adolphe Malte-Brun (1816–1889), französischer Geograf und Kartograf
- Antoine Adolphe Marcelin Marbot (1781–1844), französischer General
- Édouard Adolphe Mortier (1768–1835), Marschall von Frankreich
- Raymond Adolphe Séré de Rivières (1815–1895), französischer Festungsbauer
- Edmond Adolphe de Rothschild (1926–1997), französisch-jüdischer Bankier
- Gustave Adolphe Thuret (1817–1875), französischer Botaniker und Algologe
- Charles Adolphe Wurtz (1817–1884), französischer Chemiker

### Doppelname
- Adolphe-Philippe Caron (1843–1908), kanadischer Politiker
- Léon-Adolphe Amette (1850–1920), französischer Geistlicher, Erzbischof von Paris und Kardinal
- Joseph-Adolphe Chapleau (1840–1898), Politiker
- Adolphe-Napoléon Didron (1806–1867), französischer Archäologe
- André Adolphe-Eugène Disdéri (1819–1889), französischer Fotograf und Erfinder
- Adolphe-Maria Gustave Hardy (1920–2011), französischer Geistlicher, Bischof von Beauvais-Noyon-Senlis
- Adolphe-André Porée (1848–1939), französischer Historiker

### Familienname
- Francis Adolphe (* 1960), französischer Politiker
- Madame Max Adolphe (* 1925), haitianische Politikerin
- Monique Adolphe (1932–2022), französische Biologin und Chemikerin

## Weitere Bedeutungen
Adolphe ist der Titel eines Romans von Benjamin Constant aus dem Jahre 1816.